# احمد الحضرمی
احمد الحضرمی (انگلیسی: Ahmed Al-Hadrami؛ زادهٔ ۱۰ نوامبر ۱۹۸۸) یک ورزشکار اهل عربستان سعودی است.
از باشگاه‌هایی که در آن بازی کرده‌است می‌توان به باشگاه فوتبال هجر عربستان سعودی، باشگاه فوتبال النصر عربستان سعودی، باشگاه فوتبال الفتح عربستان سعودی، باشگاه فوتبال الرائد عربستان سعودی، باشگاه فوتبال الحزم عربستان سعودی، و تیم ملی فوتبال عربستان سعودی اشاره کرد.
وی همچنین در تیم ملی فوتبال عربستان سعودی بازی کرده است.